# 보이스 애비뉴
보이스 애비뉴(Boyce Avenue)는 미국의 팝 록 밴드이다.